# Sławomir Bugajski
Sławomir Wawrzyniec Bugajski (ur. 15 listopada 1941 w Będzinie, zm. 6 marca 2003 w Katowicach) – polski fizyk, specjalista w dziedzinie mechaniki kwantowej. Członek Międzynarodowego Stowarzyszenia Struktur Kwantowych (ang. International Quantum Structure Association). Działacz opozycji antykomunistycznej w PRL.
W prasie podziemnej używał pseudonimów Norbert Liszka, Jan Wysocki, Alfred B. Gruba.

## Życiorys
Stopień doktora uzyskał na Uniwersytecie Śląskim w Katowicach w 1970, broniąc pracy Przestrzeń stanów i przestrzeń prawdopodobieństw w niehilbertowskiej mechanice kwantowej. W 1999 uzyskał stopień doktora habilitowanego (tytuł pracy: Mechanika kwantowa i operacyjna teoria prawdopodobieństwa).
W latach 1965–1982 był pracownikiem naukowym w Zakładzie Fizyki Teoretycznej Instytutu Fizyki Uniwersytetu Śląskiego. W październiku 1982 został zwolniony z pracy z przyczyn politycznych. Do 1986 objęty zakazem zatrudnienia na uczelniach. W latach 1983–1986 utrzymywał się z działalności rzemieślniczej. W latach 1986–1989 był pracownikiem naukowym Politechniki Krakowskiej, aby w 1990 powrócić do pracy w UŚ. W latach 2001–2003 pracował w Zespole Kwantowych Systemów Informatyki w Instytucie Informatyki Teoretycznej i Stosowanej PAN w Gliwicach.
Początkowo należał do PZPR (od 1960 do wiosny 1981), potem do NSZZ „Solidarność”. Po wprowadzeniu stanu wojennego zainicjował wydawanie „Biuletynu Konspiracyjnego Komitetu Oporu UŚ”. Od 15 maja do 24 czerwca 1982 był internowany w Ośrodku Odosobnienia w Zabrzu-Zaborzu. Był organizatorem i pierwszym przewodniczącym oddziału katowickiego Solidarności Walczącej. Zainicjował wydawanie pism redakcji Podziemny Informator Katowicki oraz „Wolni i Solidarni”. Był prześladowany z przyczyn politycznych (zatrzymania na 48 godzin, grzywna w 1983, pobicie w 1985).
Odznaczony pośmiertnie Krzyżem Oficerskim Orderu Odrodzenia Polski (2007) oraz Krzyżem Wolności i Solidarności (2015).

## Publikacje
- S. Bugajski, J.A.Miszczak, On entanglement at tripartite states
- E.G. Beltrametti, S. Bugajski, Entanglement and classical correlations in the quantum frame
- E. G. Beltrametti, S. Bugajski Correlations and entanglement in probability theory
- Mechanika kwantowa II, Wykład dla studentów fizyki teoretycznej
- Stefan Węgrzyn, Jerzy Klamka, Sławomir Bugajski, i in., Nano i kwantowe systemy informatyki, Wydawnictwo Politechniki Śląskiej, Gliwice 2003, ISBN 83-7335-295-3
- S. Bugajski, J. Klamka, S. Węgrzyn, Foundations of quantum computing. Part II, Theoretical and Applied Informatics (formerly Archiwum Informatyki Teoretycznej i Stosowanej), Vol. 14, No. 2, pp. 93-106 (2002). PDF
- S. Bugajski, J. Klamka, S. Węgrzyn, Foundations of quantum computing. Part I, Theoretical and Applied Informatics (formerly Archiwum Informatyki Teoretycznej i Stosowanej), Vol. 13, No. 2, pp. 97-142 (2001). PDF